# Співправління Ріскупоріда V, Савромата IV та Тейрана у Боспорському царстві
Унікальна політична ситуація у Боспорському царстві, коли в державі одночасно правили три царі Ріскупорід V, Савромат IV та Тейран у  275/276 р. н. е., що відповідає ВΟΦ 572 року боспорської ери. Наявність такої ситуації дововодить наявністю знахідок боспорських статерів цих трьох монархів однакового року, що є однотипними по стилю, іконографії, фактурі, метрології. Безумовним є те, що ці монети карбувались на одному монетному дворі у Пантикапеї. Ці статери знаходились у обігу одночасно, про що свідчать їх спільні знахідки в чотирьох найбільших скарбах боспорських монет останньої чверті III-початку IV ст. н. е.: Тірітакському (1937 р.), Батарейському (1958 р.), Судакському (1958) і Фанагорійському (2011 р.). Отже, Ріскупорід V, Савромат IV та Тейран не могли бути суперниками, а були співправителями.

| Статери усіх трьох монархів мають один ВОФ 572 рік боспорської ери 275/276 р. н. е. | Статери усіх трьох монархів мають один ВОФ 572 рік боспорської ери 275/276 р. н. е. | Статери усіх трьох монархів мають один ВОФ 572 рік боспорської ери 275/276 р. н. е. |
| ----------------------------------------------------------------------------------- | ----------------------------------------------------------------------------------- | ----------------------------------------------------------------------------------- |
| Статер Ріскупоріда V                                                                |                                                                                     |                                                                                     |